# Marianne Lundquist
Marianne Lundquist (Karlskoga, 24 luglio 1931 – 10 aprile 2020) è stata una nuotatrice svedese.

## Biografia
Specializzata nello stile libero, vinse la medaglia di bronzo nella staffetta 4×100 m ai Campionati europei di nuoto 1950. Partecipò anche a due edizioni olimpiche (1948, 1952) disputando i 100 metri, i 400 medi e la staffetta 4 x 100 m. 
Marianne Lundquist morì il 10 aprile 2020, quasi novantenne, per complicazioni da Covid-19. 